# ExCeL
ExCeL (Exhibition Centre London, Londyńskie Centrum Wystawiennicze) – centrum wystawienniczo-konferencyjne w Londynie, położone na terenie biznesowej dzielnicy Docklands, w gminie London Borough of Newham. Obiekt był jedną z głównych aren Letnich Igrzysk Olimpijskich 2012, goszczącą siedem różnych dyscyplin sportowych.

## Historia i charakterystyka
Podobnie jak cała dzielnica Docklands, miejsce, gdzie dziś znajduje się ExCeL, w przeszłości pełniło funkcję portowe. Przy Centrum do dziś zachowany został czynny dok portowy, wykorzystywany podczas targów okrętowych i żeglarskich. Budowa starszej części centrum została ukończona w 2000 roku, zaś otwarcie nastąpiło w 2001 roku. W 2008 roku ExCeL został kupiony przez państwowego operatora powierzchni wystawienniczych ze Zjednoczonych Emiratów Arabskich. Nowy właściciel podjął decyzję o rozbudowie, która zakończyła się w 2010 roku. W 2009 roku Centrum gościło szczyt G20.
Powiększone ExCeL ma łączną powierzchnię użytkową ok. 100 tysięcy m², z czego bezpośrednio do celów wystawienniczych może zostać wykorzystane ok. 90 tysięcy m². Oprócz dwóch ogromnych hal wystawowych, dających się łatwo podzielić na mniejsze pomieszczenia za sprawą ruchomych ścian, w Centrum znajduje się 6 hoteli, ok. 30 barów i restauracji, szereg sal konferencyjnych oraz parking na ok. 3700 samochodów.

## Londyn 2012
Podczas igrzysk olimpijskich na terenie ExCel rozgrywano zawody w siedmiu dyscyplinach, w halach wystawienniczych wybudowano w tym celu pięć aren: 
- North Arena 1 (tenis stołowy)
- North Arena 2 (zapasy, judo)
- South Arena 1 (taekwondo, szermierka)
- South Arena 2 (boks)
- South Arena 3 (podnoszenie ciężarów).

Podczas igrzysk paraolimpijskich w ExCeL odbyły się zawody w szermierce na wózkach, boccia, siatkówce na siedząco, podnoszeniu ciężarów, judo i w tenisie stołowym.

## Galeria

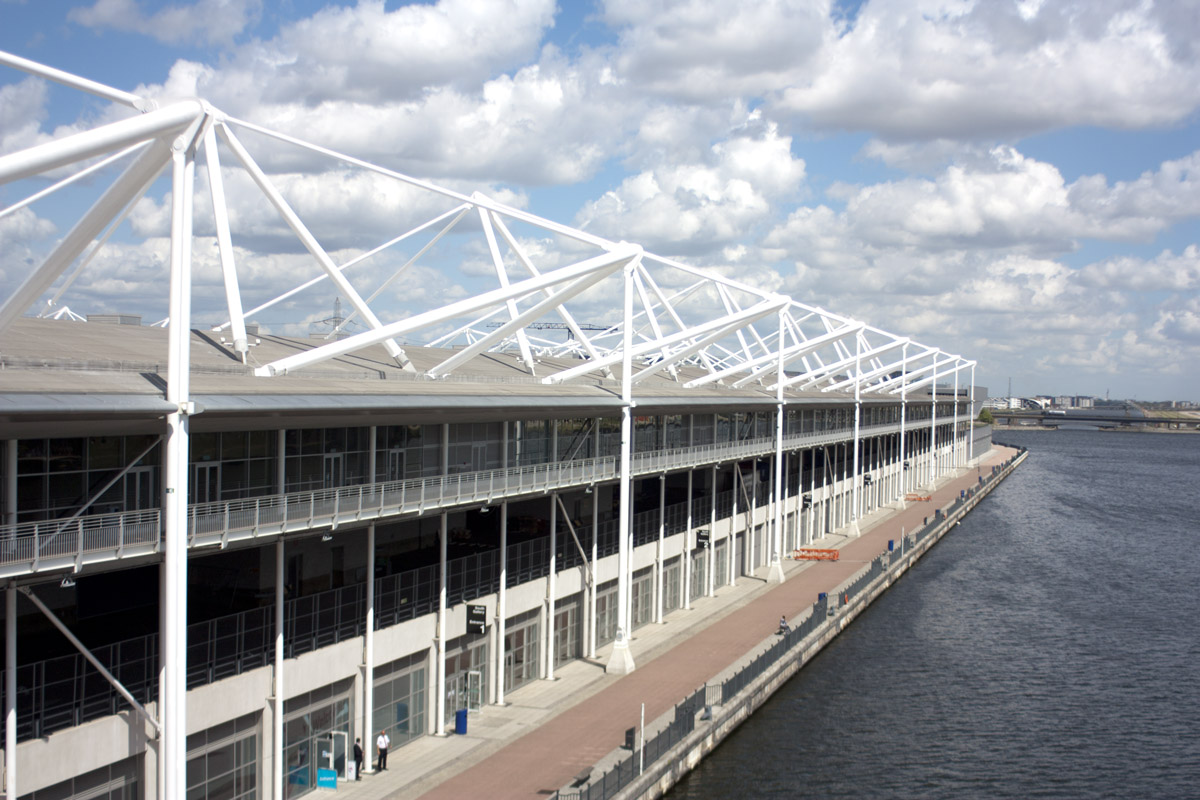
ExCel od strony Tamizy
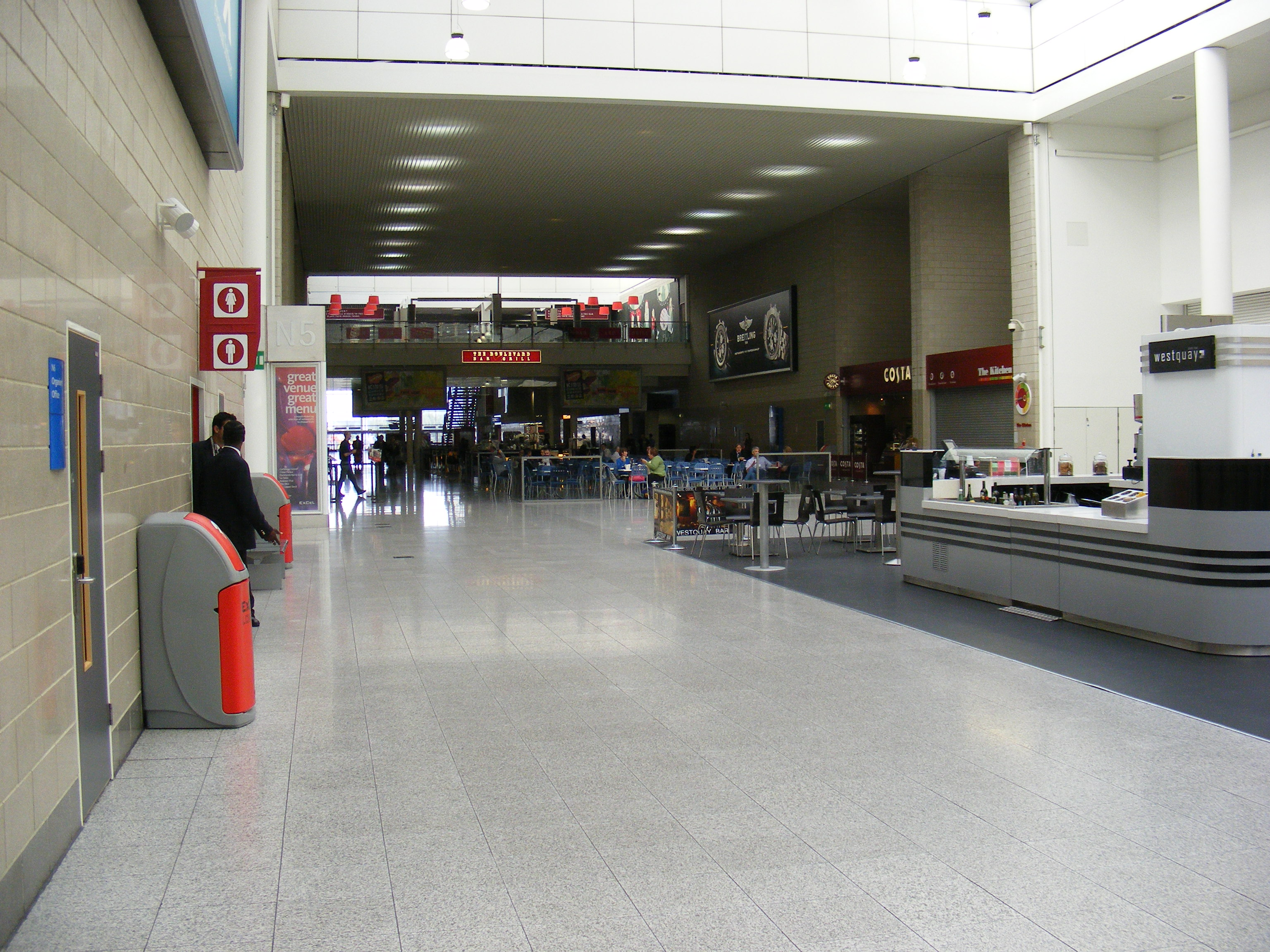
Widok wewnątrz jednej z hal wystawienniczych
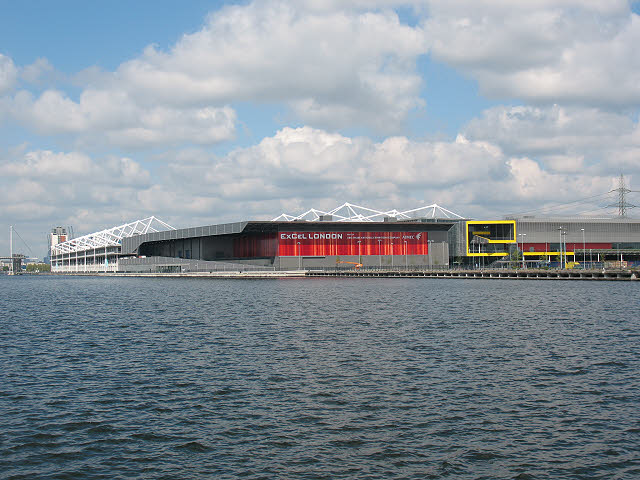
Centrum widziane z Tamizy
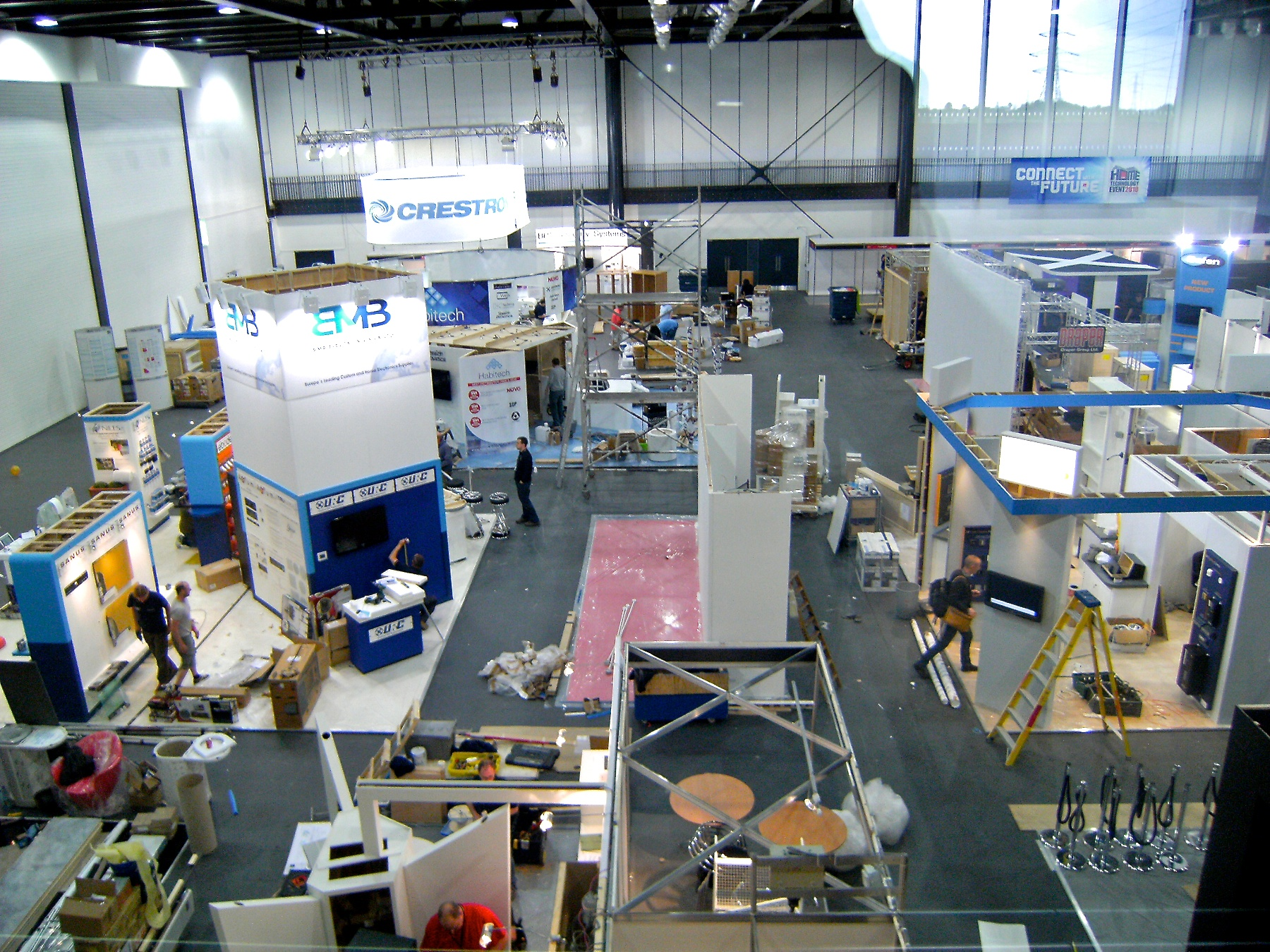
Fragment hali w trakcie budowy stoisk targowych
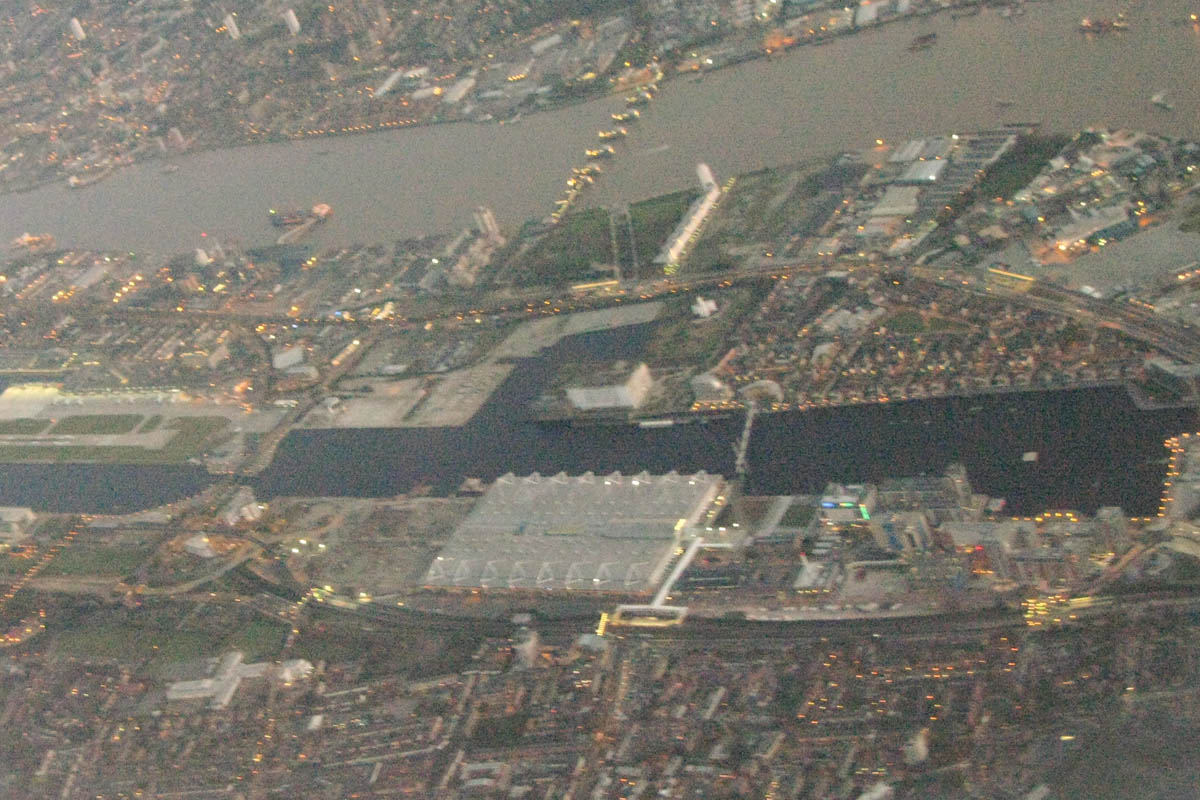
Widok z lotu ptaka
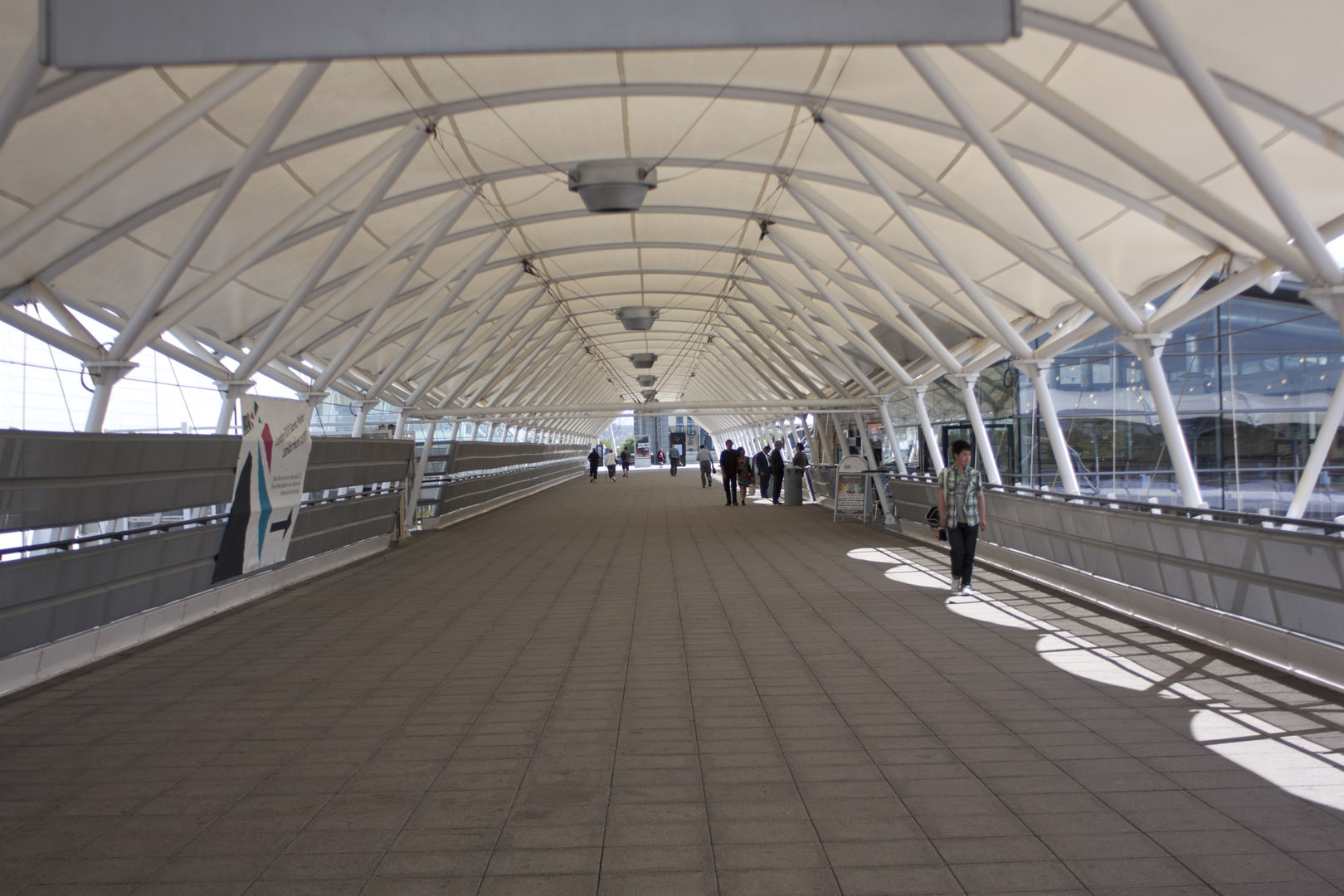
Most łączący Centrum ze stacją DLR